# Královna vdova

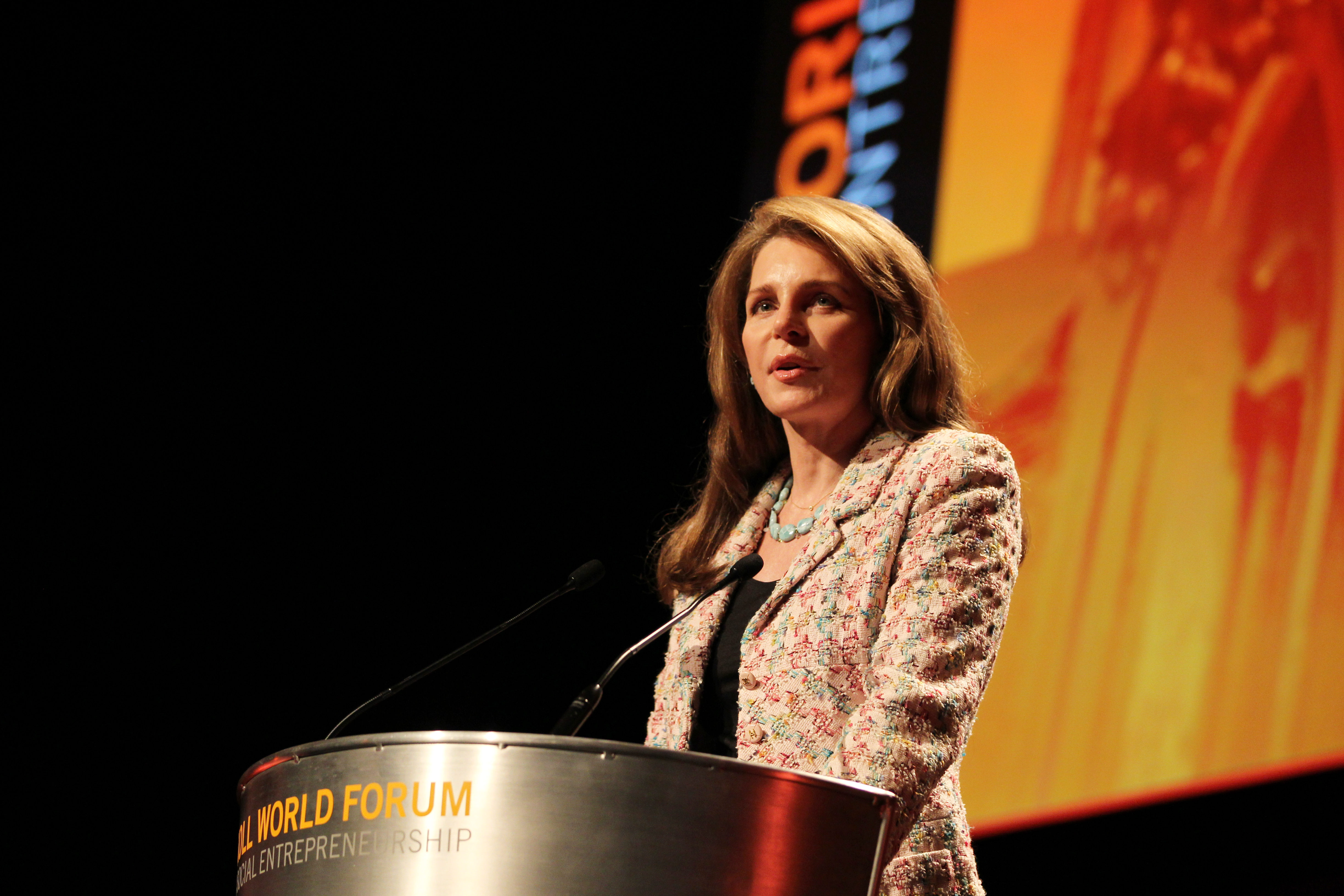
Královna Núr al-Hussain, vdova po králi Husajnovi I.

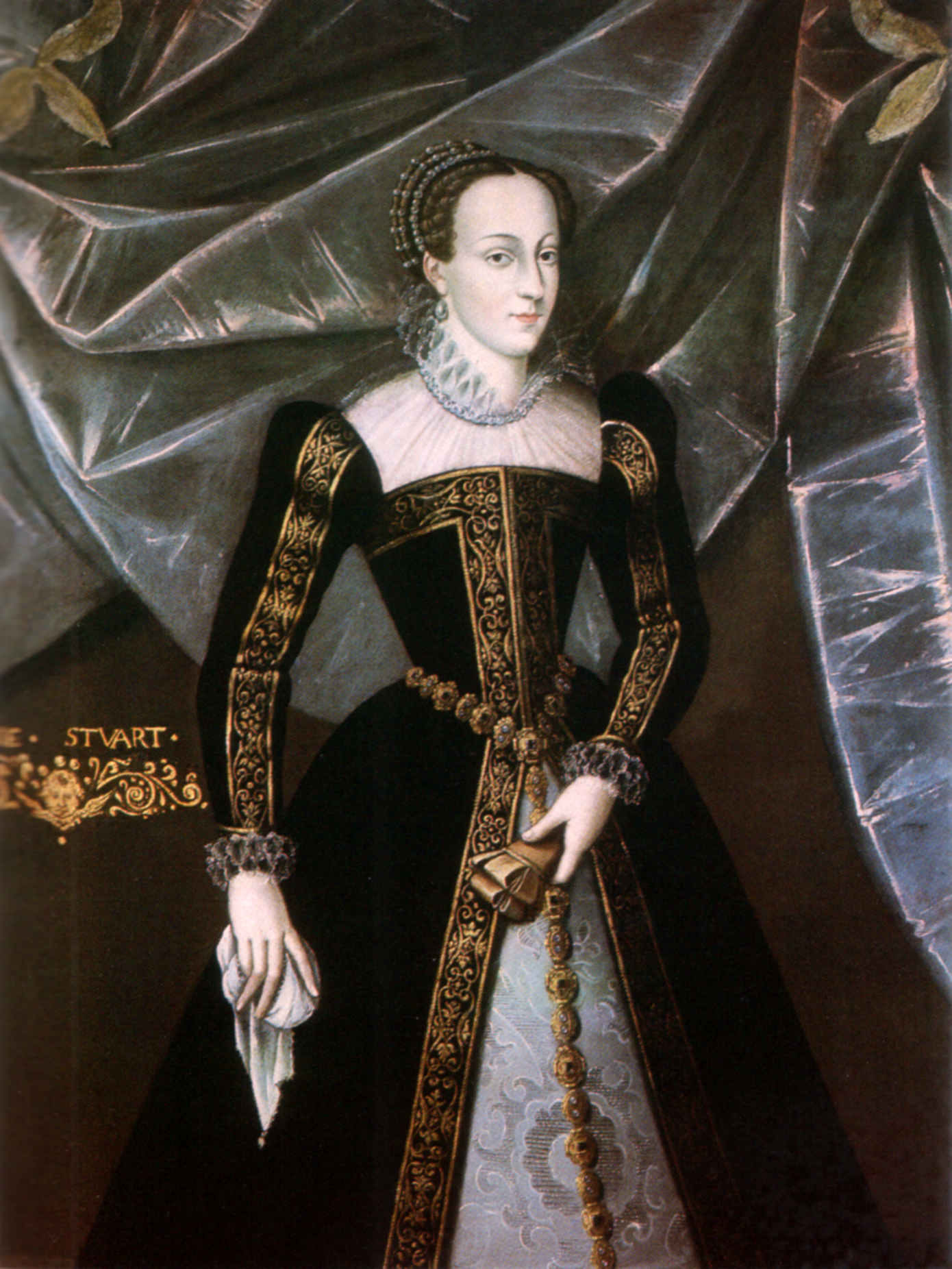
Posmrtný portrét královny Marie Stuartovny (1542–1587)

Královna vdova je označení ovdovělé královny, která v některých případech zastává také úlohu královny matky. Jedná se o titul královny - manželky zesnulého krále. Pokud byla manželkou císaře, byl její titul císařovna vdova.
Tento titul se však neuplatňuje v případě, je-li královna panovnicí svým vlastním právem, jako např. britská královna Alžběta II., neboť její titul je panující (vládnoucí) královna.
V současnosti mezi ovdovělé královny patří jordánská královna Núr al-Hussain.

## Královna matka a královna vdova
Zvláštním druhem ovdovělé královny je královna matka, která je vdovou po zesnulém králi, ale zároveň matkou vládnoucího panovníka. Z toho vyplývá, že každá královna matka je také ovdovělá královna, ale opak nemusí být vždy pravdou, protože ovdovělá královna může být i babičkou nebo tetou krále, který nastupuje na trůn, nebo s ním být spřízněna i jiným druhem příbuzenství.
Marie Stuartovna byla po smrti svého manžela francouzského krále Františka II. ovdovělou královnou, ale protože manželství s Františkem nepřineslo děti, stal se králem její švagr, Karel IX.
Podobně Adélu Sasko-Meiningenskou po smrti jejího manžela Viléma IV. na trůnu nahradila její vnučka Viktorie. Navíc není pravidlem, že matka panovníka musela být nutně královnou. Tak tomu byl např. u Viktoriiny matky Viktorie Sasko-Kobursko-Saalfeldské, která sama nikdy nebyla královnou, neboť její manžel Eduard August Hannoverský nebyl králem, a podobně tak Augusta Saská-Gothajská, matka Jiřího III., nikdy nebyla královnou, protože její manžel Bedřich Ludvík Hannoverský nikdy korunu nezískal. Proto měla titul princezna vdova z Walesu, který předtím držela jen Markéta Beaufortová, matka krále Jindřicha VII.
Je ovšem také možné, že současně existují dvě nebo více ovdovělých královen, jak se stalo v roce 1952, kdy na trůn nastoupila Alžběta II.:
- Alžběta II. jako vládnoucí královna
- Alžběta Bowes-Lyonová, matka Alžběty a tedy také královna matka a jako vdova po Jiřím VI. také královna vdova
- Marie z Tecku, vdova po Jiřím V., matka zesnulého Jiřího VI.

Tato situace trvala až do roku 1953, roku Mariiny smrti. Ovdovělá královna má stále titul královny a přednost před královnou manželkou, ačkoli mnoho z nich titul královna vdova neužívá.

## Ovdovělé britské královny
- Edita z Wessexu, vdova po Eduardu Vyznavači a sestra anglického krále Harolda II.
- Adeliza Lovaňská, vdova po Jindřichovi I., v roce 1139 se znovu provdala za Viléma z Aubigny, 1. hraběte z Arundelu
- Eleonora Akvitánska, vdova po Jindřichovi II. a královna matka Richarda I. a Jana Bezzemka
- Berengarie Navarrská, vdova po Richardovi I.
- Izabela z Angoulême, vdova po králi Janu Bezzemkovi a královna matka Jindřicha III., se v roce 1220 znovu provdala za Huga X. z Lusignanu.
- Eleonora Provensálská, vdova po Jindřichu III. a královna matka Eduarda I.
- Markéta Francouzská, vdova po Eduardovi I. a nevlastní matka Eduarda II.
- Izabela Francouzská, vdova po Eduardu II. a královna matka Eduarda III.
- Izabela z Valois se vzdala titulu sesazení svého manžela a v roce 1406 se znovu provdala za Karla Orleánského
- Jana Navarrská, vdova po Jindřichovi IV. a nevlastní matka Jindřicha V.
- Kateřina z Valois, vdova po Jindřichu V. a královna matka Jindřicha VI., poté, co ovdověla, měla dlouhý vztah s Owenem Tudorem
- Markéta z Anjou, vdova po Jindřichu VI.
- Alžběta Woodville, vdova po Eduardovi IV.
- Kateřina Parrová, vdova po Jindřichovi VIII. a nevlastní matka Eduarda VI., Marie I. a Alžběty I.
- Henrieta Marie Francouzská, vdova po Karlovi I. a královna matka anglického krále Karla II.
- Kateřina z Braganzy vdova po anglickém králi Karlovi II.
- Marie Beatrix Estenská, manželka anglického krále Jakuba II., rezignovala po sesazení svého manžela v roce 1689
- Adéla Sasko-Meiningenská, vdova po Vilémovi IV.
- Alexandra Dánská, vdova po Eduardovi VII. a královna matka Jiřího V.
- Marie z Tecku vdova po Jiřím V. a královna matka Jiřího VI.
- Alžběta Bowes-Lyonová vdova po Jiřím VI., matka Alžběty II.

## Ovdovělé královny jiných zemí
V jiných zemích je titul ovdovělá královna poněkud neobvyklý, ale patří sem tyto královny:

### Itálie
- Markéta Savojská, vdova po Hubertovi I., matka Viktora Emanuela III.

### Bavorsko
- Marie Anna Bavorská, vdova po Bedřichu Augustovi II. Saském a švagrová Jana I. Saského

### Belgie
- Alžběta Gabriela Bavorská vdova po Albertovi I. Belgickém a královna matka belgického krále Leopolda III.
- Fabiola Aragonská, vdova po Baldvinovi I.

### Brazílie
- Amélie Augusta z Leuchtenbergu, manželka císaře Petra I. a matka Petra II.

### Dánsko
- Žofie Magdalena Braniborská, vdova po Kristiánovi VI. a matka Bedřicha V.
- Juliana Marie Brunšvicko-Lüneburská, druhá manželka Bedřicha V.
- Ingrid Švédská, vdova po Bedřichovi IX. a matka Markéty II.

### Francie
- Marie Stuartovna, vdova po Františkovi II.
- Anna Habsburská, vdova po Ludvíkovi XIII. a matka Ludvíka XIV.

### Havaj
- Kaʻahumanu, vdova po Kamehameha I.

### Maďarsko
- Gizela Bavorská, vdova po Štěpánovi I. a matka Emericha Uherského
- Alžběta Polská, vdova po Karlovi I. Robertovi a matka Ludvíka I.
- Alžběta Bosenská, vdova po Ludvíkovi I. a matka Marie Uherské
- Alžběta Lucemburská, vdova po Albrechtovi II.
- Beatrix Aragonská, vdova po Matyáši Korvínovi
- Izabela Jagellonská, vdova po Janu I. Zápolském a matka Jana II. Zikmunda

### Japonsko
- Císařovna vdova Eišó (11. ledna 1835 – 11. ledna 1897), manželka a vdova po císaři Kómei Japonském.
- Císařovna Šóken (9. května 1849 – 9. dubna 1914), manželka a vdova po císaři Meidži Japonském.
- Císařovna Teimei (25. června 1884 – 17. května 1951), manželka a vdova po císaři Taišó Japonském a matka císaře Šówy.
- Císařovna Kódžun (6. března 1903 – 16. června 2000), manželka a vdova po císaři Šówy Japonském a matka císaře Akihita.

### Jordánsko
- Núr Jordánská, vdova po králi Husajnovi I. a nevlastní matka jordánského Abdalláha II.

### Korea
- Heonae (964–1029), vdova po Gjeongdžongu Gorjejském (955–981)
- Džeongsun (10. listopadu 1745 – 12. ledna 1805), vdova po Jeongdžo Joseonském

### Malajsie
- Tengku Budriah, vdova po Putrovi Perliském
- Tengku Zainab (1917–1993), vdova po Jahjá Petrovi z Kelantanu

### Portugalsko
- Beatrix Kastilská, vdova po Alfonsovi III., matka Denise I.
- Eleonora Telesová z Menezes, vdova po Ferdinandu I. Aragonském
- Leonor Aragonská, vdova po Eduardovi I., matka Alfonse V.
- Eleonora z Viseu, vdova po Janovi II.
- Eleonora Habsburská, vdova po Manuelovi I. a babička Šebestiána I.
- Luisa Guzmánská, vdova po Janu IV., matka Alfonse VI. a Petra II.
- Marie Anna Rakouská, vdova po Janu V., matka Josefa I.
- Mariana Viktorie Španělská, vdova po Josefu I., matka Marie I. Portugalské
- Šarlota Jáchyma Španělská, vdova po Janu VI., matka Petra IV. a Manuela I.
- Marie Pia Savojská, vdova po Ludvíkovi I., matka Karla I.
- Amelie Orleánská, vdova po Karlovi I., matka Manuela II.

### Španělsko
- Marie Anna Falcko-Neuburská, druhá manželka a vdova po Karlovi II.
- Luisa Alžběta Orleánská, vdova po Ludvíkovi I.

### Kastilie
- Mafalda Portugalská, vdova po Jindřichu I. Kastilském
- Konstancie Portugalská, vdova po Ferdinandu IV. Kastilském
- Marie Portugalská, vdova po Alfonsovi XI.
- Izabela z Avizu, vdova po Januovi II. a matka Izabely Kastilské
- Jana Portugalská, vdova po Jindřichovi IV.

### León
- Urraca Portugalská, vdova po Ferdinandovi II. z Leónu a matka Alfonse IX.
- Tereza Portugalská, vdova po Alfonsovi IX.

### Švédsko
Švédský titul Riksänkedrottning (královna vdova království) se používal od 16. do 20. století.
- Kateřina Stenbocková, vdova po Gustavu I.
- Karin Månsdotter, vdova po Erikovi XIV.
- Gunilla Bielke, vdova po Janu III.
- Christina Holštýnsko-Gottorpská, vdova po Karlu IX.
- Marie Eleonora Braniborská, vdova po Gustavu II. Adolfovi
- Hedvika Eleonora Holštýnsko-Gottorpská, vdova po Karlu X. Gustavovi
- Luisa Oldřiška Pruská, vdova po Adolfu I. Bedřichovi
- Žofie Magdalene z Dánska, vdova po Gustav III.
- Šarlota Holštýnsko-Oldenburská, vdova po Karlu XIII.
- Désirée Clary, vdova po Karlu XIV.
- Josefína z Leuchtenbergu, vdova po Oskarovi I. Švédsku
- Žofie Nasavksá, vdova po Oskarovi II.

### Würtembersko
- Šarlota Hannoverská, druhá manželka a vdova po Bedřichu I. Würtemberském